# Mary Boyce
Pour les articles homonymes, voir Boyce.
Nora Elisabeth Mary Boyce (2 août 1920 - 4 avril 2006) est une spécialiste britannique des langues iraniennes et une autorité sur le zoroastrisme. Elle est professeur d'études iraniennes à la School of Oriental and African Studies (SOAS) de l'Université de Londres . Le prix annuel Boyce de la Royal Asiatic Society pour contributions exceptionnelles à l'étude de la religion porte son nom.

## Jeunesse
Elle est née à Darjeeling où ses parents étaient en vacances pour échapper à la chaleur des plaines pendant l'été. Son père, William H. Boyce, est juge à la haute cour de Calcutta, alors une institution du gouvernement impérial britannique. Sa mère Nora Gardiner est une petite-fille de l'historien Samuel Rawson Gardiner .
Boyce fait ses études au lycée de Wimbledon, puis au Cheltenham Ladies' College. Au Newnham College de Cambridge, elle étudie l'anglais, l'archéologie et l'anthropologie, obtenant un double premier .

## Carrière universitaire
En 1944, Boyce rejoint la faculté du Royal Holloway College, Université de Londres, où elle enseigne la littérature anglo-saxonne et l'archéologie jusqu'en 1946. Parallèlement, elle poursuit ses études, cette fois en langues persanes, sous la direction de Vladimir Minorski à l'École des études orientales et africaines de 1945 à 1947. Elle y rencontre son futur mentor, Walter Bruno Henning, sous la tutelle duquel elle commence à étudier les langues moyen-iraniennes.
En 1948, Boyce est nommée chargée de cours d'études iraniennes à la SOAS, spécialisée dans les textes manichéens, zoroastriens en moyen persan et parthe. En 1952, elle obtient un doctorat en études orientales de l'Université de Cambridge. À SOAS, elle est promue maitresse de conférences (1958-1961) et obtient ensuite la chaire de professeur d'études iraniennes de l'Université de Londres après le transfert de Henning à l'Université de Californie à Berkeley.
Boyce reste professeure à la SOAS jusqu'à sa retraite en 1982, continuant en tant que professeure émérite et associée de recherche professorale jusqu'à sa mort en 2006. Sa spécialité reste les religions des locuteurs des langues iraniennes orientales, en particulier le manichéisme et le zoroastrisme.

## Récompenses et reconnaissance
Mary Boyce reçoit la médaille Burton de la Royal Asiatic Society et la médaille Sykes de la Royal Society of Asian Affairs. Elle est membre du Conseil de la Royal Asiatic Society, membre honoraire de l'American Oriental Society, membre de l'Académie royale danoise des sciences et des lettres, et est la première secrétaire et trésorière du Corpus Inscriptionum Iranicarum. Elle siège au comité de rédaction de nombreuses publications universitaires, dont Asia Major, lEncyclopædia Iranica, le Bulletin of the School of Oriental and African Studies et le Journal of the American Oriental Society.

## Ouvrages
En 1963-1964, Mary Boyce passe une année de recherche parmi les zoroastriens orthodoxes des 24 villages de Yazd, en Iran. Les résultats de ses recherches là-bas sont formateurs pour sa compréhension du zoroastrisme et elle découvre qu'une grande partie de l'érudition précédemment établie sur l'ancienne foi est terriblement erronée. En 1975, Boyce présente les résultats de ses recherches lors de sa série de conférences Ratanbai Katrak à l'Université d'Oxford. La même année, elle publie le premier volume de son magnum opus, The History of Zoroastrianism, qui paraît dans la série de monographies Handbuch der Orientalistik (Leiden: Brill). Sa série de conférences Ratanbai Katrak est publiée en 1977 sous le titre A Persian Stronghold of Zoroastrianism.
En 1979, Boyce publie Zoroastrians: Their Religious Beliefs and Practices, qui non seulement résume ses publications précédentes (en particulier le volume 1 de History ), mais fait une anthologie du rôle du zoroastrisme au cours des époques suivantes. Le volume 2 de History of Zoroastrianism parait en 1982 (également dans le cadre de la série de monographies Orientalistik) et le volume 3 en 1991 qu'elle co-écrit avec Frantz Grenet. En 1992, elle publie Zoroastrianism: Its Antiquity and Constant Vigor dans le cadre des Columbia Lectures on Iranian Studies qu'elle y a prononcées en 1985.